# ジョン・ロングスタッフ
ジョン・ロングスタッフ（Sir John Campbell Longstaff、1861年3月10日 - 1941年10月1日）はオーストラリアの画家である。第一次世界大戦中はオーストラリア歩兵部隊の公式画家を務めた。「オーストラリアに住む画家によって描かれた最も優れた肖像画」に与えられるアーチボルド賞を5回受賞した。

## 略歴
ビクトリア州の クルーンズ(Clunes)の商店主の家に生まれた。クルーンズの州立校で学んだ後、メルボルンのビクトリア国立美術館の絵画教室のパートタイムの学生として学んだ。父親は画家になるのに反対したが、才能は美術学校の教師、ジョージ・フォリングスビーに認められた。1887年に結婚し、その年、ビクトリア国立美術館の最初の留学奨学金を与えられ、夫婦でロンドンに留学した。翌年パリに移り、パリのサロンに出展した。ロンドンに戻り、多くの肖像画を描いた。1894年にオーストラリアに戻り、メルボルンにスタジオを開き、1900年まで活動し、ギプスランドの1898年の森林火災を描いた風景画の大作がビクトリア国立美術館に買い上げられた。1901年に再びロンドンにわたり、ロンドンの展覧会に出展した。第一次世界大戦が始まった後、軍の公式画家に任じられ、将官の肖像画を描いた。オーストラリアに戻り、多くの賞を受賞し、1924年にビクトリア州美術家協会の会長に就任し、1927年にビクトリア国立美術館の評議員に就任した。1928年にオーストラリア人画家としては初めてナイトの称号を与えられた。

## 作品

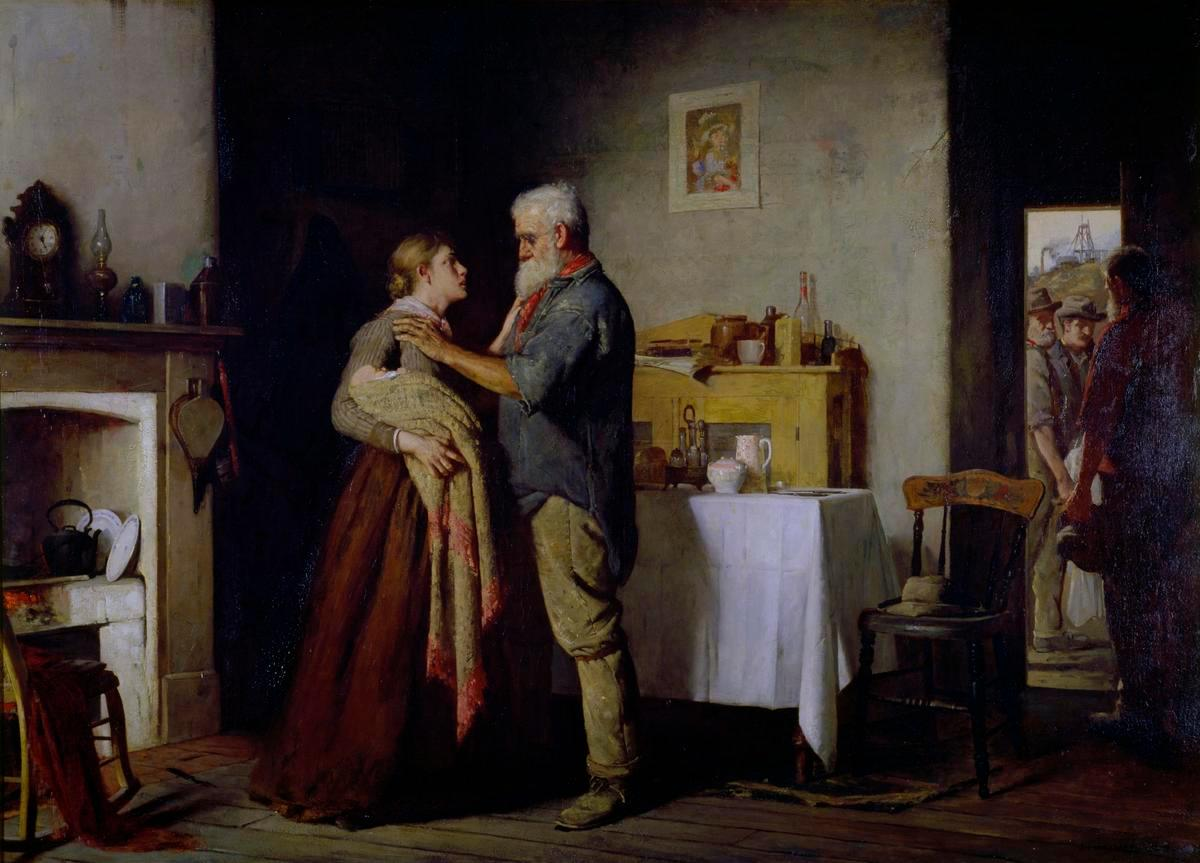
Breaking the News, 1887
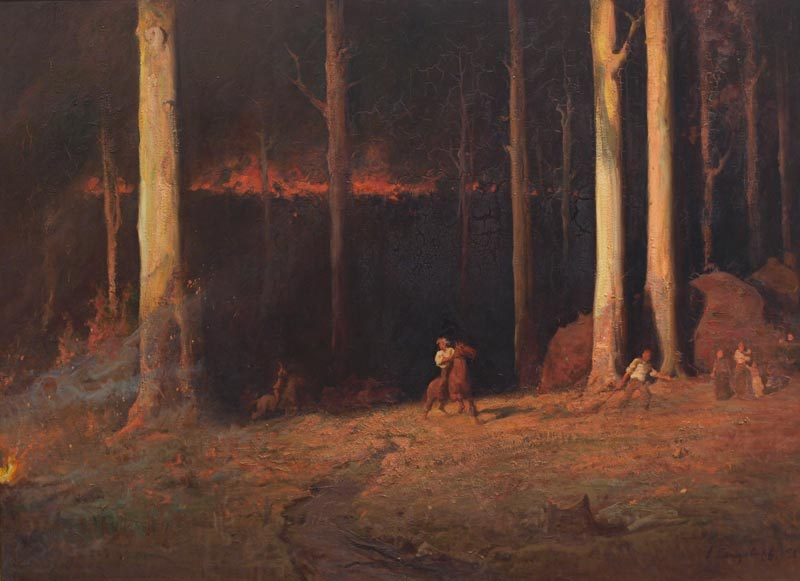
ギプスランドの1898年の森林火災
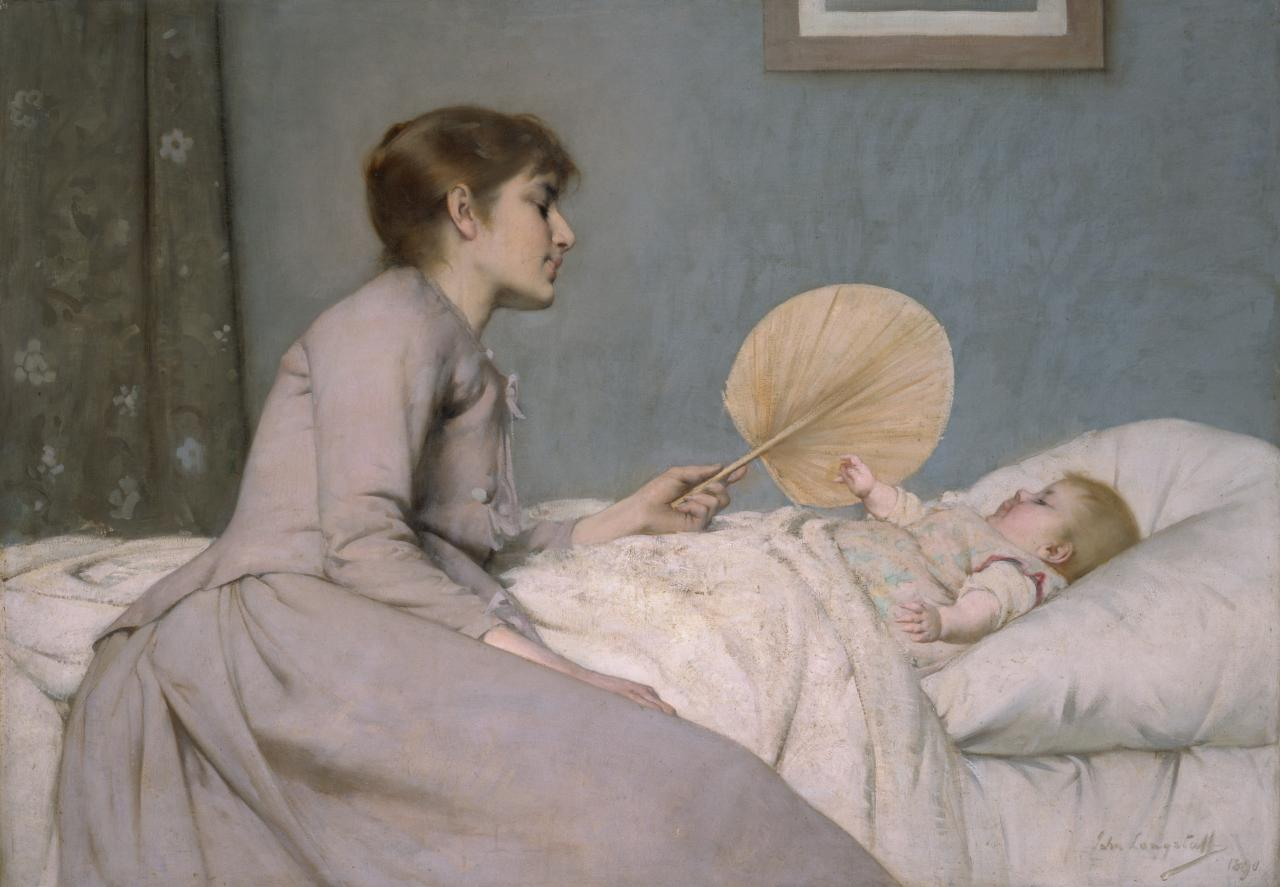
若い母親 (1891)

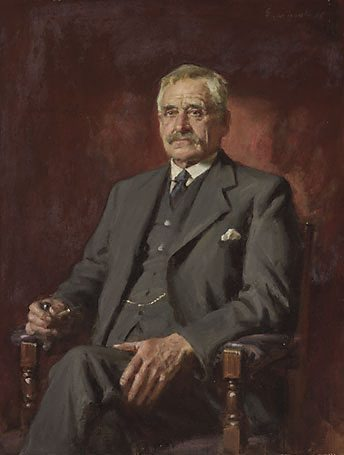
バンジョー・パターソン-詩人
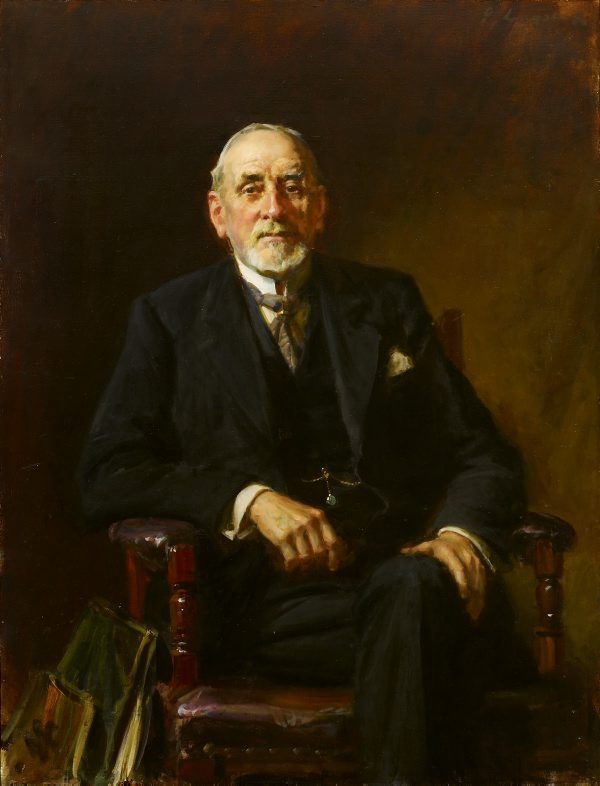
John Sulman-建築家 アーチボルド賞受賞作品
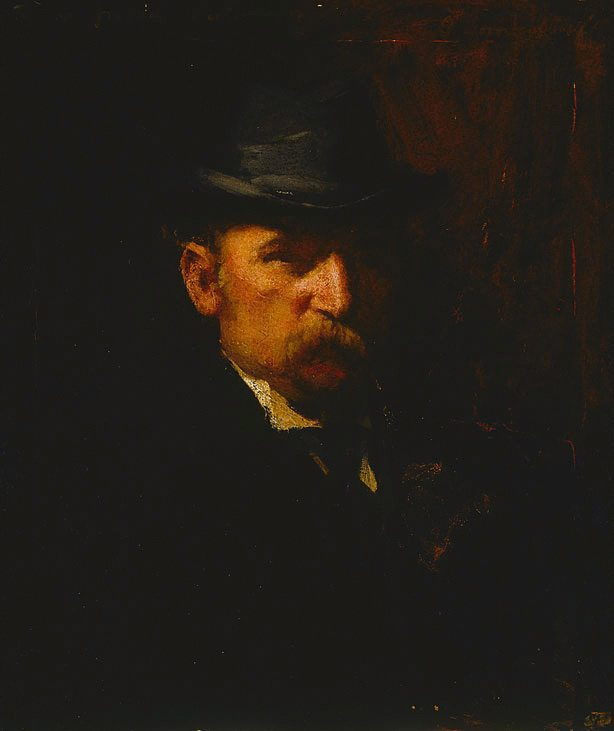
John Ford Paterson-画家
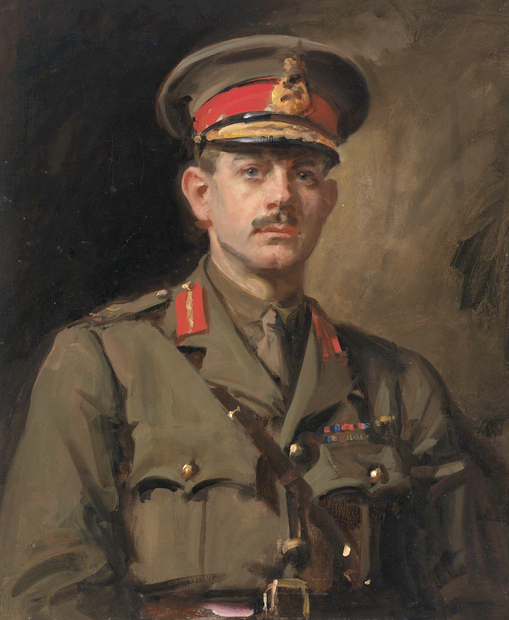
Iven Mackay-軍人